# Arco natural

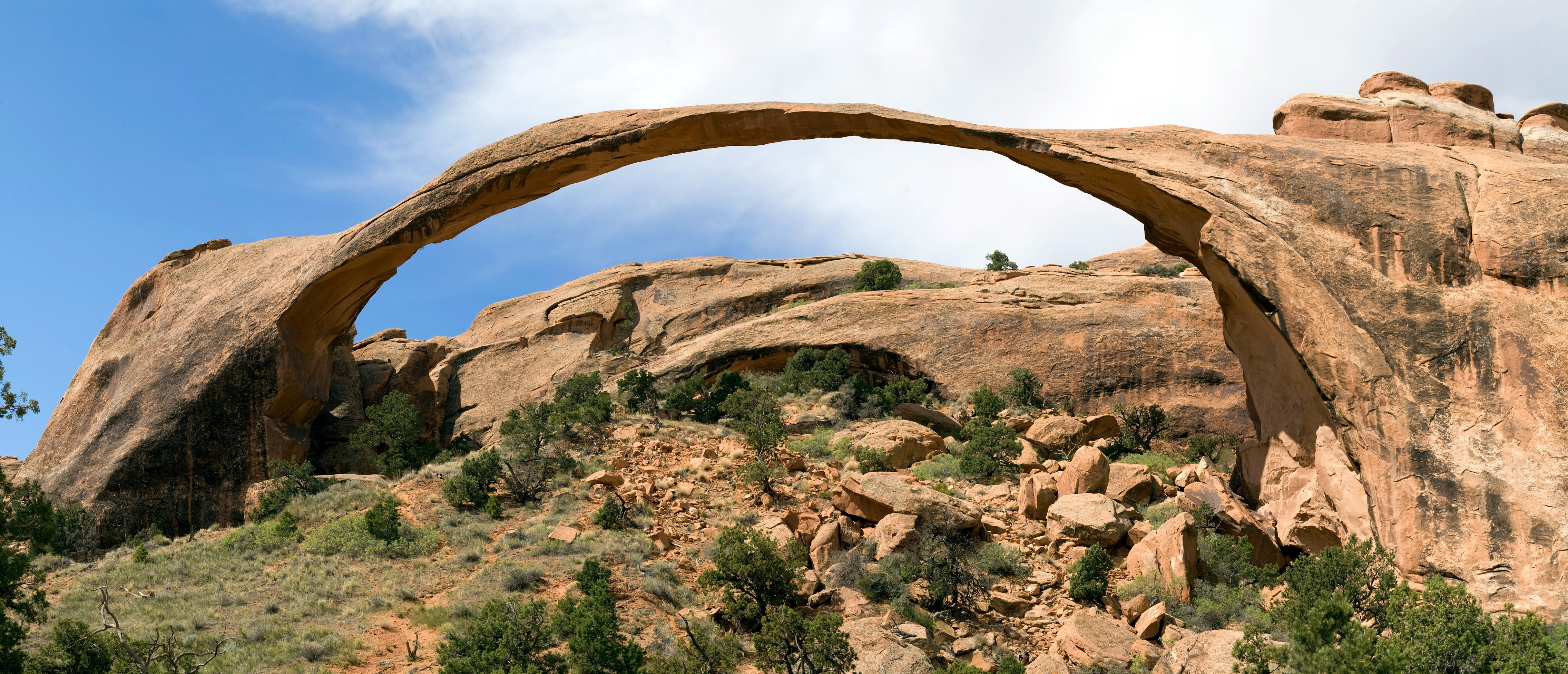
O "Landscape Arch" (Arco da Paisagem) no Parque Nacional dos Arcos, Utah, Estados Unidos

Arco natural é uma formação geológica que origina um arco rochoso. É também chamado de ponte natural, apesar de a escolha entre os dois termos ser de certa forma arbitrária. A Natural Arch and Bridge Society identifica uma ponte como um subtipo de arco que é primariamente formada pela água. Em contraste, o Dictionary of Geological Terms define uma ponte natural como um "arco natural que atravessa um vale de erosão".